# Zambiai labdarúgó-válogatott
A zambiai labdarúgó-válogatott Zambia nemzeti csapata, amelyet a zambiai labdarúgó-szövetség irányít. A nemzeti tizenegy a Chipolopolo (A rézgolyók) becenevet viseli, mivel az ország legfőbb kiviteli árucikke a réz. A csapat legnagyobb sikere a 2012-es afrikai nemzetek kupáján elért aranyérem. Emellett az afrikai kontinenstornán két ezüstérmet is szereztek, illetve az 1988-as nyári olimpiai játékokon, Szöulban, Koreában Olaszország ellen elért 4–0-s győzelmük tartozik, ahol Kalusha Bwalya mesterhármast szerzett.

## Története

### Korai évek
Zambia első nemzetek közötti labdarúgó-mérkőzését 1946-ban, Észak-Rhodézia néven, önálló brit gyarmatként játszotta a szomszédos Dél-Rhodézia (ma: Zimbabwe) ellen. A következő 13 évben nemzetközi mérkőzéseinek ellenfeleit főként a környező országok és tartományok válogatottjai képezték.
A független Zambia első hivatalos mérkőzését 1964. július 3-án játszotta Tanzánia ellen. Az új, független nemzetállam bemutatkozása 1–0-s sikerrel zárult, amit egy Afrikában azóta páratlan, hat mérkőzéses győzelem-sorozat követett úgy, hogy összesen csak egy gólt kaptak. 1968-ban játszották az első afrikai nemzetek kupája és az első világbajnoki-selejtező mérkőzésüket is, azonban a kvalifikáció nem járt sikerrel. A válogatott történelmi jelentőségű, 1969-ben Zaire ellen elszenvedett 10-1-es veresége arra ösztönözte a zambiai labdarúgás szakértőit, hogy egy olyan válogatott építésébe kezdjenek, amely képes helytállni az afrikai labdarúgás élvonalában is.

### A Chitalu-korszak
Törekvéseik az 1974-es afrikai nemzetek kupája-selejtezőin beigazolódni látszódtak, mivel Zambia történelme során első ízben harcolta ki a kontinensviadalon való részvételt. Az egyiptomi rendezésű torna közönségét ámulatba ejtette a Chipolopolók bámulatos lelkesedése, amely egészen a döntőig repítette őket. A szárnyalásnak Zaire vetett véget egy izgalmas, döntetlen miatt megismételt fináléban. A kontinensviadalon figyelhetett fel Afrika egy ifjú zambiai tehetségre, Godfrey Chitalura, aki nemcsak a góllövésben, hanem a társak kiszolgálásában is jeleskedett. Az 1970-es bemutatkozása és az 1993-ban bekövetkezett halála közötti időszakban Zambia labdarúgása egyet jelentett Chitaluval, aki előbb góljaival számos torna aranyérméhez segítette a válogatottat, később szövetségi kapitányként járult hozzá hazája sikerességéhez.

### A gaboni légi szerencsétlenség
1993. április 27-e a zambiai sportélet fekete napjává vált. A zambiai hadsereg repülőgépe szállította a honi labdarúgó-válogatott tagjait és a kísérő személyzetet a Szenegál elleni, 1994-es labdarúgó-világbajnokság afrikai-selejtező mérkőzésre. Az utazást Lusaka és Dakar között háromszori megállással és feltankolással tervezték: az elsőt a kongói Brazzaville-ben, a másodikat a gaboni Libreville-ben, az utolsót pedig a nigériai Abidjanban. A libreville-i megálláskor, röviddel a felszállás után a bal oldali motor meghibásodott és kigyulladt. A pilóta, akiről a katasztrófa utáni vizsgálat során kiderült, hogy túl fáradt volt (éppen Mauritiusról érkezett meg az utazás megkezdésekor), végzetes hibát követett el: a jobb oldali motort kapcsolta ki, ezért a gép elvesztette a felszállásához szükséges összes erőt, zuhanni kezdett, majd a gaboni partoktól 500 méterre az Atlanti-óceánba csapódott. A fedélzeten utazó 18 válogatott játékos, és a 30 fős kísérő személyzet minden tagja - köztük a szövetségi kapitány is - életét vesztette. A baleset hírére Zambia népe könnyekre fakadt.
Kalusha Bwalya, a Rézgolyók csapatkapitánya, később szövetségi kapitánya nem volt a tragikus végkimenetelű utazás során a gépen, mivel klubja, a PSV Eindhoven bajnoki mérkőzése Hollandiában tartotta, és más útvonalon utazott Szenegálba.

### A tragédia után
A válogatottat a körülményekhez képest gyorsan újraszervezték és Bwalya vezetésével szembenéztek azzal a bonyolult feladattal, hogy befejezzék Zambia világbajnoki-selejtezőjét, illetve felkészüljenek a közelgő afrikai nemzetek kupájára.
Az újraszervezett csapat csodával határos módon menetelt az 1994-es világbajnoki selejtezőn: Otthon legyőzték 1-0-ra Marokkót, az idegenbeli 0–0-s döntetlent követően odahaza 4-0-ra legyőzték Szenegált. A marokkói Casablancában rendezett mindent eldöntő utolsó mérkőzésen Zambia nem kisebb történelmi tény előtt állhatott: már döntetlen esetén is kiharcolhatták a világbajnoki részvételt. Az 1–0-s marokkói sikerrel zárult mérkőzés utolsó perceiben egy vitatott játékvezetői ítélet fosztotta meg Zambiát jogos büntetőjétől és az egyenlítés esélyétől.
A Rézgolyók lendülete azonban az 1994-es afrikai nemzetek kupáján tovább folytatódott, és agresszív támadójátéka a döntőig vezette a csapatot. A mérkőzés káprázatos első kezdést hozott: Zambia gyors vezető góljára két percen belül válaszoltak a nigériaiak és az öltözőbe 1-1-es döntetlennel vonulhattak a csapatok. A szupersasok szárnyalását azonban a második félidőben már nem lehetett megtörni, így Zambia történelme során a második afrikai nemzetek kupája-döntőt bukta el. A pályán vereséget szenvedtek ugyan, de haza igazi hősökként térhettek.
Míg a nemzeti válogatott repülőgép-szerencsétlensége az ország sportéletének legszomorúbb pillanata volt, úgy az újraszervezett válogatott szárnyalása az Zambia labdarúgásának legeredményesebb korszakát jelentette. 2012-ben a Gabon és az Egyenlítői-Guinea által közösen rendezett 2012-es afrikai nemzetek kupáján aranyérmes lett a válogatott, története során először. A döntőt Libreville-ben játszották, ahol az 1993-as tragédia történt.

### A légi szerencsétlenségben elhunyt játékosok listája
- Patrick Banda (csatár)
- Efford Chabala (kapus)
- Whiteson Changwe (hátvéd)
- Moses Chikwalakwala (középpályás)
- Samuel Chomba (hátvéd)
- Godfrey Kangwa (középpályás)
- Derby Makinka (középpályás)
- Moses Masuwa (csatár)
- Eston Mulenga (középpályás)
- Wisdom Mumba Chansa (középpályás)
- Winter Mumba (hátvéd)
- Kelvin Mutale (csatár)
- Richard Mwanza (kapus)
- Numba Mwila (középpályás)
- Timothy Mwitwa (csatár)
- Kenan Simambe (hátvéd)
- John Soko (hátvéd)
- Robert Watiyakeni (hátvéd)

Az elhunytak között volt továbbá Godfrey Chitalu (legtöbb válogatott gól szerzője és a csapat szövetségi kapitánya) és Alex Chola, Zambia valaha élt két legjobb labdarúgója is.

## Nemzetközi eredmények
Afrikai nemzetek kupája
- Aranyérmes: 1 alkalommal (2012)
- Ezüstérmes: 2 alkalommal (1974, 1994)
- Bronzérmes: 3 alkalommal (1982, 1990, 1996)

COSAFA-kupa
- Aranyérmes: 3 alkalommal (1997, 1998, 2006)
- Ezüstérmes: 2 alkalommal (2004, 2005)

CECAFA-kupa
- Aranyérmes: 2 alkalommal (1984, 1991)
- Ezüstérmes: 5 alkalommal (1976, 1977, 1978, 1988, 20061)

Korea-kupa
- Ezüstérmes: 1 alkalommal (1984)

1: A tornát Zambia nyerte ugyan, de a kupát - mivel meghívott csapatként szerepelt - Szudánnak ítélték.

## Világbajnoki szereplés
- 1930 - 1966: Nem indult.
- 1970 - 2018: Nem jutott be.

## Afrikai nemzetek kupája-szereplés
- 1957 - 1968: Nem indult.
- 1970: Nem jutott be.
- 1972: Nem jutott be.
- 1974:  Ezüst
- 1976: Nem jutott be.
- 1978: Csoportkör.
- 1980: Nem jutott be.
- 1982:  Bronz
- 1984: Nem jutott be.
- 1986: Csoportkör.
- 1988: Visszalépett.
- 1990:  Bronz
- 1992: Negyeddöntő.
- 1994:  Ezüst
- 1996:  Bronz
- 1998: Csoportkör.
- 2000: Csoportkör.
- 2002: Csoportkör.
- 2004: Nem jutott be.
- 2006: Csoportkör.
- 2008: Csoportkör.
- 2010: Negyeddöntő.
- 2012:  Arany
- 2013: Csoportkör.
- 2015: Csoportkör.

## Jelenlegi keret
A 2021-es afrikai nemzetek kupájának selejtezőjén szereplő játékosok.
Utoljára frissítve 2020. május 22-én.
| Szám | Poszt | Név               | Születési dátum / Kor         | Válogatottság | Gólok | Klub            |
| ---- | ----- | ----------------- | ----------------------------- | ------------- | ----- | --------------- |
|      | K     | Toaster Nsabata   | 1993. november 24. (31 éves)  | 25            | 0     | Zanaco          |
|      | K     | Sebastian Mwange  | 1991. december 18. (33 éves)  | 6             | 0     | Green Eagles    |
|      | K     | Mwenya Chibwe     |                               | 1             | 0     | Polokwane City  |
|      | V     | Stoppila Sunzu    | 1989. június 22. (35 éves)    | 78            | 5     | Metz            |
|      | V     | Kabaso Chongo     | 1992. február 11. (33 éves)   | 36            | 1     | TP Mazembe      |
|      | V     | Isaac Shamujompa  | 1994. október 12. (30 éves)   | 16            | 0     | Buildcon        |
|      | V     | Lawrence Chungu   | 1991. október 11. (33 éves)   | 14            | 0     | Zanaco          |
|      | V     | Clement Mwape     | 1989. február 28. (36 éves)   | 6             | 0     | ZESCO United    |
|      | V     | Tandi Mwape       | 1996. július 20. (28 éves)    | 4             | 0     | TP Mazembe      |
|      | KP    | Nathan Sinkala    | 1990. november 22. (34 éves)  | 55            | 3     | TP Mazembe      |
|      | KP    | Donashano Malama  | 1991. szeptember 1. (33 éves) | 37            | 1     | Black Leopards  |
|      | KP    | Salulani Phiri    | 1994. április 10. (30 éves)   | 28            | 0     | Polokwane City  |
|      | KP    | Augustine Mulenga | 1990. január 17. (35 éves)    | 26            | 5     | Orlando Pirates |
|      | KP    | Clatous Chama     | 1991. június 18. (33 éves)    | 22            | 4     | Simba           |
|      | KP    | Bruce Musakanya   | 1994. február 23. (31 éves)   | 21            | 4     | Red Arrows      |
|      | KP    | Kelvin Kampamba   | 1996. november 24. (28 éves)  | 9             | 1     | Nkana           |
|      | KP    | Larry Bwayla      | 1995. május 29. (29 éves)     | 4             | 0     | Power Dynamos   |
|      | CS    | Justin Shonga     | 1996. november 5. (28 éves)   | 25            | 13    | Orlando Pirates |
|      | CS    | Evans Kangwa      | 1994. június 21. (30 éves)    | 24            | 4     | Arsenal Tula    |
|      | CS    | Lazarous Kambole  | 1994. január 20. (31 éves)    | 16            | 7     | ZESCO United    |
|      | CS    | Mwape Musonda     | 1990. november 8. (34 éves)   | 5             | 2     | Black Leopards  |

### A válogatott rendelkezésére álló további játékosok
| Szám | Poszt | Név              | Születési dátum / Kor          | Válogatottság | Gólok | Klub               |
| ---- | ----- | ---------------- | ------------------------------ | ------------- | ----- | ------------------ |
|      | K     | Lawrence Mulenga | 1998. augusztus 21. (26 éves)  | 2             | 0     | Power Dynamos      |
|      | K     | Nkole Ngandu     |                                | 0             | 0     | National Assembly  |
|      | K     | Allan Chibwe     | 1991. március 22. (34 éves)    | 9             | 0     | Power Dynamos      |
|      | K     | Charles Muntanga | 1995. július 21. (29 éves)     | 1             | 0     | Nkwazi             |
|      | V     | Adrian Chama     | 1989. március 18. (36 éves)    | 33            | 0     | Green Buffaloes    |
|      | V     | Simon Silwimba   | 1991. december 25. (33 éves)   | 19            | 1     | ZESCO United       |
|      | V     | Mwila Phiri      | 1994. augusztus 29. (30 éves)  | 11            | 1     | ZESCO United       |
|      | V     | Luka Banda       | 1995. április 6. (29 éves)     | 1             | 0     | NAPSA Stars        |
|      | V     | Ziyo Tembo       | 1985. június 30. (39 éves)     | 24            | 0     | Zanaco             |
|      | V     | Shemmy Mayembe   | 1997. november 22. (27 éves)   | 6             | 0     | ZESCO United       |
|      | V     | Kebson Kamanga   |                                | 3             | 0     | Nkwazi             |
|      | V     | Moses Nyondo     | 1997. július 5. (27 éves)      | 2             | 0     | Nkana              |
|      | V     | Paul Banda       |                                | 1             | 0     | Power Dynamos      |
|      | V     | Gift Zulu        | 1992. november 6. (32 éves)    | 1             | 0     | Nkana              |
|      | V     | Lyton Thole      |                                | 0             | 0     | Nkana PRE          |
|      | KP    | Paul Katema      | 1997. szeptember 19. (27 éves) | 18            | 1     | Red Arrows         |
|      | KP    | Kelvin Kapumbu   |                                | 1             | 0     | Zanaco             |
|      | KP    | Amity Shamende   |                                | 0             | 0     | Green Eagles       |
|      | KP    | Ernest Mbewe     | 1994. november 11. (30 éves)   | 20            | 0     | Zanaco             |
|      | KP    | Benson Sakala    | 1996. szeptember 12. (28 éves) | 14            | 0     | Power Dynamos      |
|      | KP    | Webster Muzaza   | 1997. augusztus 21. (27 éves)  | 2             | 0     | Forest Rangers     |
|      | KP    | Enock Mwepu      | 1998. január 1. (27 éves)      | 14            | 2     | Red Bull Salzburg  |
|      | KP    | Emmanuel Banda   | 1997. szeptember 29. (27 éves) | 7             | 0     | AS Béziers         |
|      | KP    | Kings Kangwa     | 1999. június 4. (25 éves)      | 3             | 1     | Arsenal Tula       |
|      | KP    | Gamphani Lungu   | 1998. szeptember 19. (26 éves) | 3             | 0     | SuperSport United  |
|      | KP    | Jackson Chirwa   | 1995. június 11. (29 éves)     | 28            | 1     | Green Buffaloes    |
|      | KP    | Austin Muwowo    | 1996. szeptember 26. (28 éves) | 2             | 1     | Forest Rangers     |
|      | KP    | Moses Phiri      | 1993. június 3. (31 éves)      | 15            | 1     | Buildcon PRE       |
|      | KP    | Clement Mundia   | 1997. május 17. (27 éves)      | 0             | 0     | Kabwe Warriors PRE |
|      | CS    | Emmanuel Chabula | 1998. január 10. (27 éves)     | 6             | 2     | Nkwazi             |
|      | CS    | Tapson Kaseba    | 1992. december 8. (32 éves)    | 5             | 1     | Green Eagles       |
|      | CS    | Twiza Chaibela   |                                | 1             | 0     | Kabwe Warriors     |
|      | CS    | Patson Daka      | 1998. október 9. (26 éves)     | 22            | 2     | Red Bull Salzburg  |
|      | CS    | Fashion Sakala   | 1997. március 14. (28 éves)    | 9             | 1     | KV Oostende        |
|      | CS    | Chitiya Mususu   | 1995. március 6. (30 éves)     | 2             | 0     | Zanaco             |

## Válogatottsági rekordok, korábbi híres játékosok
HÍRES JÁTÉKOSOK
| - Johnson Bwalya - Kalusha Bwalya - David Chabala - James Chamanga - Beston Chambeshi - Bernard Chanda - Isaac Chansa - Webster Chikabala - Tenant Chilumba - Godfrey Chitalu - Alex Chola - Harrison Chongo - Patson Daka - Rainford Kalaba - Kaiser Kalambo - Christopher Katongo - Elijah Litana - Dennis Lota - Chisamba Lungu - Hillary Makasa - Derby Makinka - Dickson Makwaza - Kenneth Malitoli - Mordon Malitoli | - Emmanuel Mayuka - Collins Mbesuma - Collins Mbulo - Mwape Miti - Eston Mulenga - Jacob Mulenga - Charles Musonda - Joseph Musonda - Kelvin Mutale - Richard Mwanza - Kenny Mwape - Kennedy Mweene - Jones Mwewa - Davies Phiri - James Phiri - Zeddy Saileti - Moses Sichone - Moses Simwala - Andrew Sinkala - Nathan Sinkala - Stoppila Sunzu - Elijah Tana - Andrew Tembo - Stanley Tembo |